# Mackenzie District

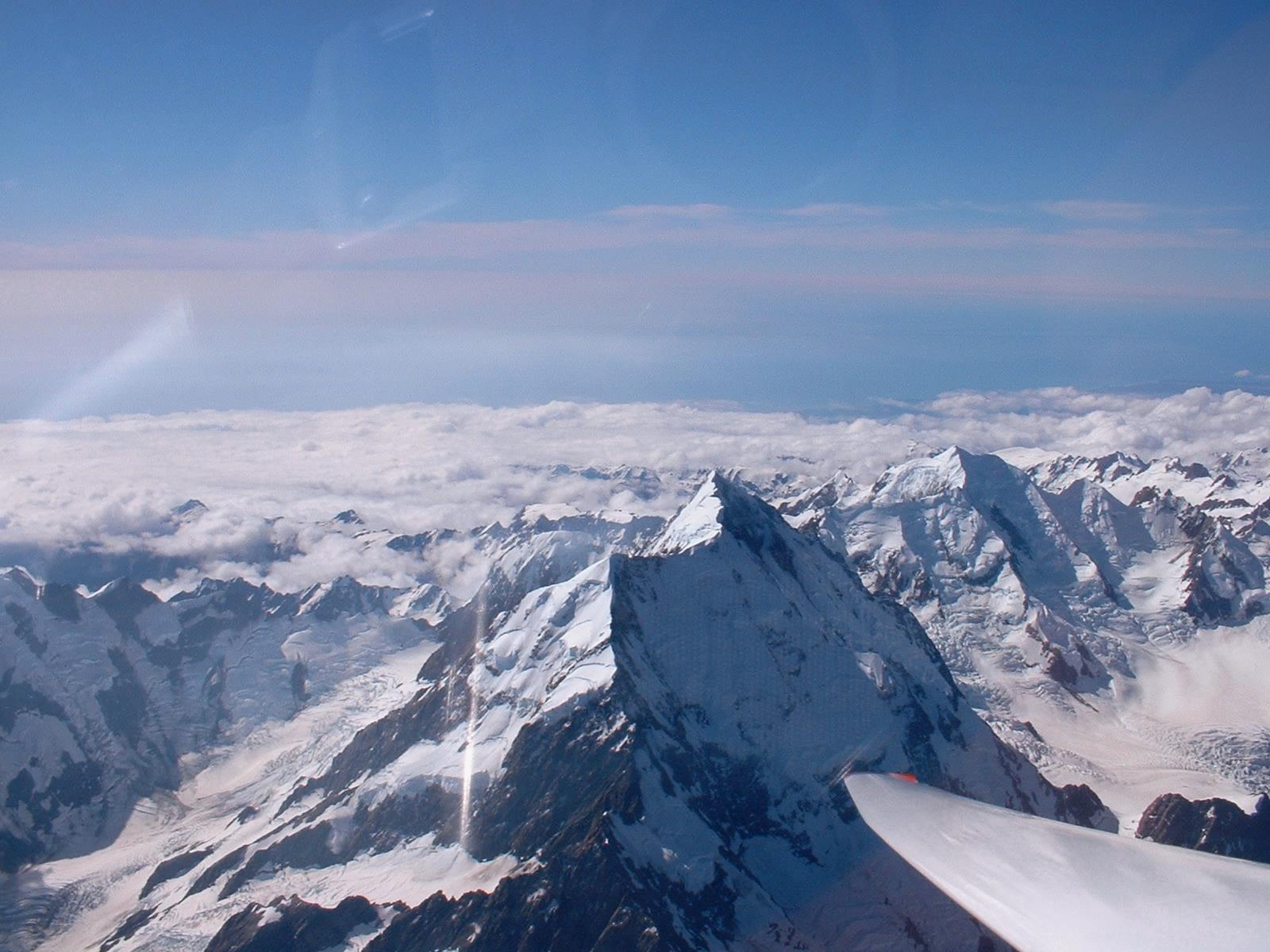
Der Aoraki/Mount Cook

Der Mackenzie District ist eine zur Region Canterbury gehörende Verwaltungseinheit in Neuseeland. Der Rat des Distrikts, Mackenzie District Council (Distriktrat) genannt, hat seinen Sitz in der Stadt Fairlie, ebenso wie die Verwaltung des Distrikts.

## Geographie

### Geographische Lage
Der Mackenzie District verfügt über eine reine Landfläche von 7140 km² und ist damit der zweitgrößte Distrikt der Region Canterbury. Zum Census im Jahr 2013 zählte der Distrikt lediglich 4158 Einwohner und brachte es damit auf eine Bevölkerungsdichte von nur 0,6 Einwohner pro km². Damit ist der Mackenzie District der Distrikt mit der geringsten Bevölkerungsdichte in der Region Canterbury.
Im Nordwesten grenzt der Distrikt an den Westland District an, der zur Region West Coast gehört.  Im Westen und Südwesten bildet der Waitaki District die gemeinsame Grenze, im Süden tut dies der Waimate District und die östliche sowie die nordöstliche Grenze wird etwas verschlungen von dem Timaru District gebildet.
Landschaftlich bestimmend sind im westlichen Teil des Distriktes die Neuseeländischen Alpen, im mittleren Teil die beiden Seen Lake Pukaki und Lake Tekapo und im östlichen Teil das Schwemmland der Flüsse  Pukaki River und Tekapo River, die die vorgenannten Seen entwässern und beide in den Lake Benmore münden, der auf der Distriktsgrenze im Süden des Distriktes liegt. Der höchste Berg des Landes, der Aoraki/Mount Cook, liegt mit seinen 3724 m im Distrikt, sowie der Tasman Glacier und der Murchison Glacier.
Alle Orte in dem Distrikt kommen nicht über 1000 Einwohnern. Der größte Ort ist Fairlie mit rund 700 Einwohnern.

### Klima
Die Alpenregion des Distrikts ist von reichlich Niederschlägen gekennzeichnet, die jenseits von 2000 mm pro Jahr liegen. Der mittlere und östliche Teil liegt auf der windabgekehrten Seite und ist mit 600 bis 800 mm wesentlich trockener. Die durchschnittlichen Tagestemperaturen betragen zwischen 10 und 16 °C in den Bergen und bis zu 23 °C in den Ebenen des Schwemmlandes der Flüsse. Im Winter ist dagegen im gesamten Distrikt durchschnittlich mit Minustemperaturen im einstelligen Bereich zu rechnen. Die jährliche Sonnenscheindauer beträgt um die 2100 Stunden in den Ebenen und bis auf 1500 Stunden abnehmend in den Bergen.

## Bevölkerung

### Bevölkerungsentwicklung
Von den 4158 Einwohnern des Distrikts waren 2013 264 Einwohner Māori-stämmig (6,3 %). Damit lebten 0,04 % der Māori-Bevölkerung des Landes im Mackenzie District. Das durchschnittliche Einkommen in der Bevölkerung lag 2013 bei 29.300 NZ$ gegenüber 28.500 NZ$ im Landesdurchschnitt.

### Herkunft und Sprachen
Die Frage nach der Zugehörigkeit einer ethnischen Gruppe beantworteten in der Volkszählung 2013 91,0 % mit Europäer zu sein, 6,7 % gaben an, Māori-Wurzeln zu haben, 1,3 % kamen von den Inseln des pazifischen Raums und 4,4 % stammten aus Asien (Mehrfachnennungen waren möglich). 17,8 % der Bevölkerung gab an in Übersee geboren zu sein. 1,5 % der Bevölkerung sprachen Japanisch als zweithäufigste Sprache nach Englisch. Die Maorische Sprache sprachen 12,6 % der Māori.

## Politik

### Verwaltung
Der Mackenzie District ist nicht noch einmal in verschiedene Wards unterteilt, so wie wir das von den meisten anderen Distrikten in Neuseeland her kennen. Die sechs Councillors (Ratsmitglieder) tragen Verantwortung für den gesamten Distrikt und bilden zusammen mit dem Mayor (Bürgermeister) den Distrikt Council (Distriktrat) und werden alle drei Jahre neu gewählt.

## Wirtschaft
Wirtschaftlich hängt der Distrikt von der Farmwirtschaft, vom Tourismus und von der Stromerzeugung aus Wasserkraft ab. Der Höhenunterschied zwischen den beiden Seen Lake Tekapo und Lake Pukaki wird über einen Verbindungskanal und dem Wasserkraftwerk am Lake Pukaki zur Stromerzeugung genutzt.
Das Zentrum des Tourismus liegt in dem kleinen Ort Aoraki/Mount Cook. Von hier aus und dem südwestlich liegenden kleinen Flughafen, starten Touristen in die Berge der Neuseeländischen Alpen, zum Mount Cook National Park und zum höchsten Berg Neuseelands, dem Aoraki/Mount Cook.

## Infrastruktur

### Verkehr
Verkehrstechnisch angeschlossen ist der Distrikt durch den New Zealand State Highway 8, der von Süden kommend den Distrikt in östlicher Richtung durchquert und mit Timaru an der Ostküste verbindet. Von ihm zweigt der State Highway 80 entlang des Lake Pukaki zum Bergdorf Aoraki/Mount Cook ab. Der State Highway 79 zweigt in Fairlie vom State Highway 8 ab und bindet den Ort mit dem weiter östlich im Timaru District verlaufenden New Zealand State Highway 1 an.